# 托馬斯·比約恩
托馬斯·比約恩（Thomas Bjørn）是丹麥的一位高爾夫球運動員。他參加高爾夫歐巡賽的賽事。他是丹麥最成功的高爾夫球運動員。1999年，他成為首個入選萊德杯的丹麥人。除了高爾夫球之外，他也是一位足球愛好者。他是英超球隊利物浦的支持者。 